# 聖瓦西里

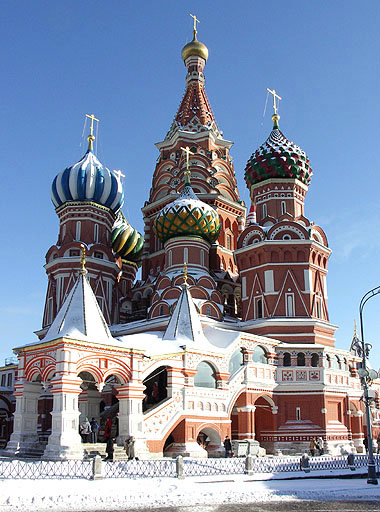
聖瓦西里主教座堂因此圣人得名

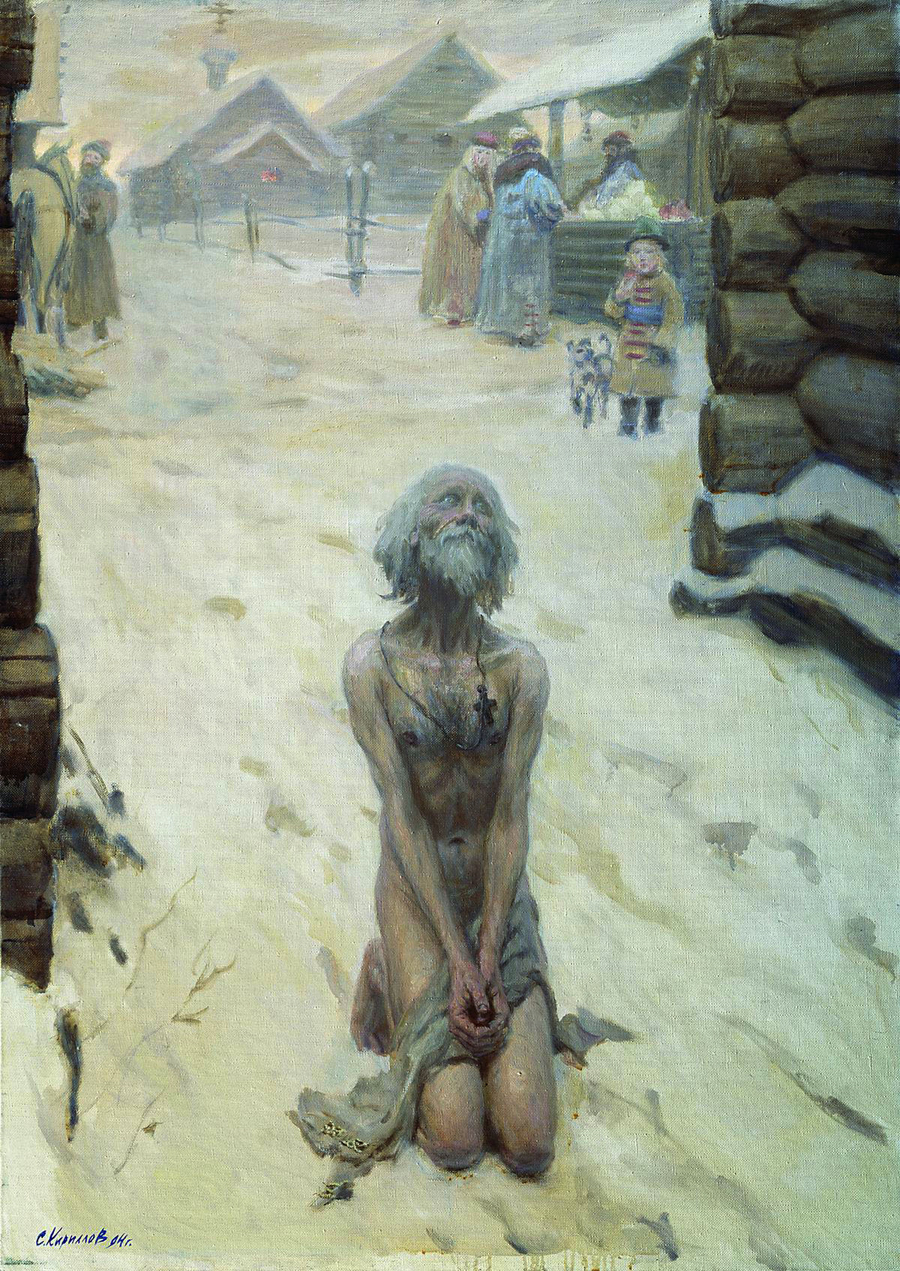

圣瓦西里（俄语：Василий Блаженный），也称圣愚瓦西里、莫斯科巧匠瓦西里，是一位俄罗斯東正教圣人，知名的圣愚、苦行僧。
1468年（一說1469年）瓦西里生于俄罗斯莫斯科附近耶洛科夫的农奴家庭，父亲雅克布，母亲安娜。根据传统，他生于当地教堂的柱廊处。
瓦西里原为莫斯科的一位鞋匠学徒，他有一种古怪的生活习惯，在商店行窃而将赃物送给窮人，有俠盜的風範，同时羞辱守财奴。他裸体或半裸行走并用沉重的铁链把自己坠住，過著苦行僧生活。他不畏權貴、帝王，斥责伊凡雷帝忽视教堂及对待无辜者的暴力行径。
圣瓦西里死于1552年（一说1557年）8月2日，在葬礼上，圣玛喀里以及俄羅斯正教會的众多僧侣前来祝祷。伊凡雷帝甚至亲自前来做护柩人，扶灵至公墓。
葬于敕建的莫斯科圣瓦西里大教堂，并随后以其圣名冠名，于1580年前后正式封圣。瓦西里祝圣日定于8月2日（格里高利历法8月15日）。